# 楯岡光直
楯岡 光直（たておか あきなお/みつなお）は、戦国時代から江戸時代前期の武将。最上氏の一門。嫡兄・最上義光からの一字拝領であれば、読み名は“あきなお”になる。

## 生涯
出羽国の戦国大名・最上義守の子として誕生する。
慶長5年（1600年）、慶長出羽合戦が勃発する。兄・義光が徳川家に与したことにより、敵方の上杉家が最上領へ侵攻すると、光直は700挺の鉄砲隊を含む1000の軍勢を率いて甥・清水義親と共に長谷堂城の志村光安の救援にあたった。この鉄砲隊により、上杉重臣・直江兼続も苦戦を強いられたという。元和4年（1618年）、楯岡城主となった（1万6000石）。
元和3年（1617年）、山形藩2代当主・最上家親が死去した。
家親が鷹狩り後に楯岡城へ立ち寄った際、光直の饗応を受けたその夜に突如悶死したという説があるが、史実では家親は江戸で死去しており、現在では謬説とされている。
家親の死後、家中では後継者争いが発生した。家親の子である最上義俊（家信）を推す一派と、その叔父で義光の四男の山野辺義忠を推す一派とが対立した。「家信（義俊）若年にして国政を聴く事を得ず。しかのみならず常に酒色を好みて宴楽にふけり、家老これを諌むといえどもきかざるにより、家臣大半は叔父義忠をして家督たらしめんことをねがう」と伝わるほどに義俊の人望はなく、家臣の多数が義忠を推していたが、その筆頭が鮭延秀綱や最上一族である光直であった。最上騒動と呼ばれた一連の問題は、江戸幕府の介入と和解案によって、義俊後継とする両派融和決着の道が図られたが、光直ら多くの家臣がこれに納得せず、光直らは幕府に対し「家臣全員、高野山に上って出家する」などと回答するなど、相変わらず藩政が乱れたため、やむなく幕府は最上家の改易を決定した。
元和8年（1622年）、騒動の中心人物の一人であるとされた光直は、最上家改易と同時に豊前小倉藩細川家に御預けの身となった。肥後では厚遇を受け、光直が病に臥せっていた際、当主である細川忠利自らが光直屋敷へ見舞いに来た話が残る。
寛永6年（1629年）、死去した。子孫は熊本藩へ転封した細川家に仕官し、同藩家老職となった。
なお、前述の山野辺義忠は同じく岡山藩池田忠雄の国許への幽閉処分を下されたが、後に徳川頼房により水戸藩が立藩された際、幕府に要請される形で家老（1万石）となり、頼房の後継者の光圀の教育係も務めた。山野辺家は代々家老職を勤めたが、義忠の子の義堅に子がいなかったため、光直子孫の肥後楯岡家から婿養子（山野辺義清、光直の孫）を迎えて後継とした。